# Llŷn
Il Llŷn (secondo la forma anglicizzata Lleyn, in gallese Penrhyn Llŷn) è una penisola del Galles nord-occidentale, situata tra la Baia di Tregaron, un tratto della Baia di Cardigan, e la Baia di Caernarfon (Mare d'Irlanda), nella contea di Gwynedd.
Capoluogo "non ufficiale" della penisola, soprannominata il "braccio della Snowdonia", è Pwllheli. Altre località principali sono: Aberdaron, Abersoch, Criccieth, Nefyn, Porth Dinllaen e Porthmadog.
L'area è in gran parte di proprietà del National Trust e circa l'80% della penisola è considerato Area of Outstanding Natural Beauty ("area di incomparabile bellezza naturale").

## Etimologia
Si suppone che il toponimo Llŷn abbia la stessa etimologia di quella del popolo irlandese dei Laigin.

## Geografia

### Collocazione
La penisola si estende a sud-ovest dell'isola di Anglesey e della città di Caernarfon e a nord di Harlech e ad ovest del parco nazionale di Snowdonia.

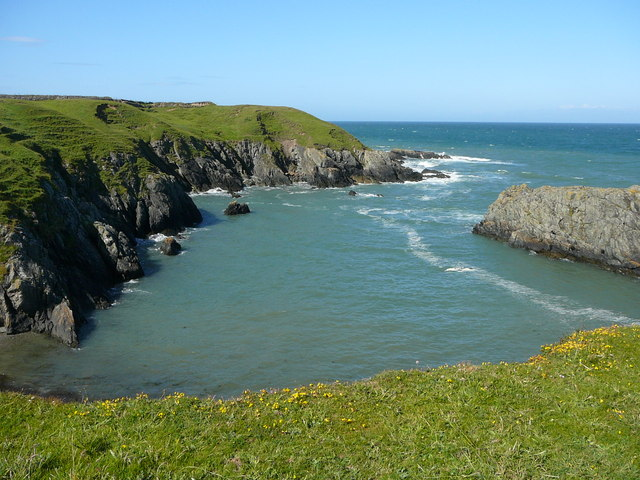
Paesaggio della penisola nei pressi di Tudweiliog

La costa meridionale è bagnata dalla Baia di Tregaron, mentre quella settentrionale è bagnata dalla Baia di Caernarfon.
Lungo la costa meridionale si susseguono da est ad ovest le località di Porthmadog, Criccieth, Pwllheli e Abersoch, mentre lungo la costa settentrionale si trova la località di Nefyn.
Al largo della penisola si trova Bardsey Island.

## Dimensioni
La penisola si estende per 24 miglia in lunghezza.

### Località
Si trovano nella penisola le seguenti località:

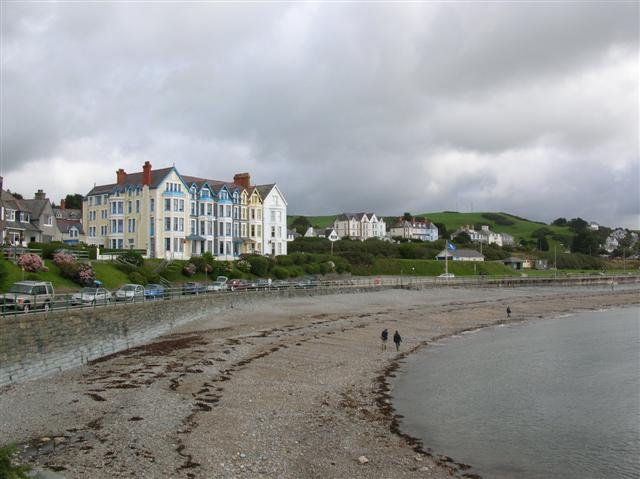
La località balneare di Criccieth

- Aberdaron
- Abererch
- Abersoch
- Botwnnog
- Bryncroes
- Buan
- Carngwch
- Ceidio
- Clynnog Fawr
- Criccieth
- Dolbenmaen
- Edern
- Llanaelhaearn
- Llanarmon
- Llanbedrog
- Llandudwen
- Llanengan
- Llanfaelrhys
- Llanfihangel Bachellaeth
- Llangian
- Llangwnnadl
- Llangybi
- Llaniestyn
- Llannor
- Llanystumdwy
- Mellteyrn
- Morfa Nefyn
- Mynytho
- Nefyn
- Penllech
- Penllyn
- Penhros
- Penyberth
- Pistyll
- Porth Dinllaen
- Porthmadog
- Pwllheli
- Rhiw
- Sarn Meyllteyrn
- Trefor
- Tudweiliog

### Territorio

#### Montagne
Sulla penisola si trovano le seguenti montagne:
- Carn Fadryn
- Great Boduan
- Gyrn Ddu
- Mynydd Rhiw
- Yr Eifl

## Storia
Il Llŷn fu, insieme, alla vicina isola di Anglesey, una delle ultime zone del Galles ad essere raggiunte dai Romani e dai Normanni.
Storicamente, l'isola fu un punto di transito per i pellegrini diretti a Bardsey Island.
Nel 1936, la penisola fu al centro della protesta riguardanti l'uso della lingua gallese nota come Tân yn Llŷn.

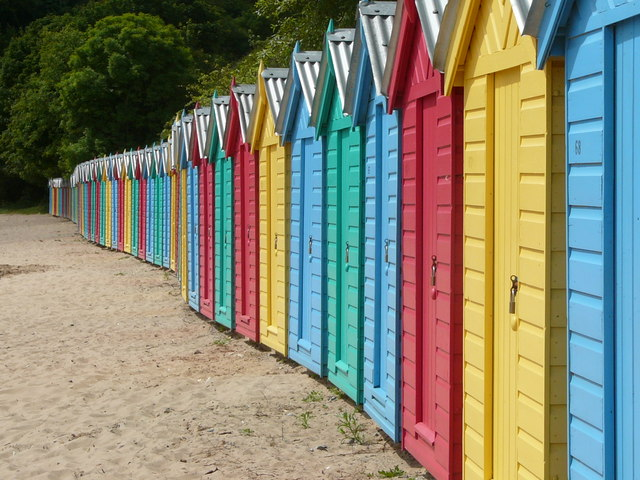
La spiaggia di Llanbedrog, nella penisola di Llŷn

Il 19 luglio 1984, si verificò nella penisola un terremoto di magnitudo 5,4 sulla scala Richter con epicentro nei dintorni di Nefyn.

## Fauna
Nella penisola ha avuto origine la razza di pecora chiamata appunto Lleyn.

## Edifici e luoghi d'interesse
- Castello di Criccieth (XIII secolo[9])

## Trasporti
Porthmadog, la località che segna l'accesso alla penisola da sud-est, è collegata con la Ffestiniog Railway e con la Welsh Highland Railway.